# Сич Микола Анатолійович
Мико́ла Анато́лійович Сич (* 7 лютого 1971, Львів) — радянський та український футболіст і футзаліст. Захисник, виступав, зокрема, за «Карпати» (Львів), «Хемік» і «Завіша» (обидва — Бидґощ, Польща), «Волинь» (Луцьк), «Поліграфтехніку» (Олександрія) та футзальний клуб «Енергія» (Львів). 

## Життєпис
Вихованець СДЮШОР «Карпати» (Львів) і Львівського спортінтернату (сьогодні Львівське училище фізичної культури). Перший тренер — Юрій Федорович Сусла.
Закінчив Львівський державний інститут фізичної культури.
Грав за «Карпати» (Львів), «Хемік» і «Завіша» (обидва — Бидґощ, Польща), СК «Скіфи-ЛАЗ» (Львів), «Волинь» (Луцьк), «Галичина» (Дрогобич), «Сокіл» (Золочів), «Поліграфтехніку» (Олександрія) та міні-футбольний клуб «Енергія» (Львів).
Протягом 2004—2008 років працював тренером у футзальній команді «Енергія» (Львів), став разом з колективом чемпіоном України 2007. Деякий час займав посаду головного тренера, після чого знову працював помічником головного тренера.  29 листопада 2012 року за сімейним обставинами подав у відставку тодішній головний тренер «енергетиків» Станіслав Гончаренко і Миколу Сича було призначено виконувачем обов’язків головного тренера. Після низки вдалих матчів, 16 січня 2013 року Сич став повноправним головним тренером команди.